# Natsu Matsuri
Natsu Matsuri (夏祭り) é o 3º single da banda de J-pop Whiteberry. Foi lançado no dia 9 de agosto de 2000 pela Sony Music e significa festival de verão. O single foi lançado em outros álbuns e DVDs da banda Whiteberry e também em compilações com músicas de outros artistas. Além de álbuns a canção também foi escolhida para compor a trilha sonora de jogos.

## Informações
Originalmente, Natsu Matsuri é uma releitura da música homônima da banda Jitterin 'Jinn, composto pelo guitarrista da banda, Jinta Hashi, sendo que esse single alcançou uma popularização maior através da banda Whiteberry. Ambas as músicas possuem videoclip.
Estreou na 19ª posição no ranking semanal da Oricon com uma vendagem de 25 580 cópias, alcançou a 3ª posição no ranking semanal com uma vendagem de 130 310 unidades, a qual foi a posição mais alta alcançada pelo single, mas a semana na qual a vendagem alcançou 137 890 cópias foi a semana que Natsu Matsuri mais vendeu e alcaçou a 4ª posição no ranking semanal, ao todo o single apareceu 17 vezes nas paradas da Oricon, o hit vendeu mais de 800 000 cópias. A vendagem de Natsu Matsuri através dos serviços pagos de download, que para a banda foi iniciada em 28 de junho de 2006, embora o CD tenha sido lançado em 2000, rendeu a Whiteberry em 2008 o disco de ouro dado pela RIAJ a qual é dada para singles que ultrapassarem a marca de vendas acima de 100 000 cópias vendidas. Em 2010 a banda recebeu o disco de platina, que é destinada aos singles que alcançam mais de 250 000 mil downloads.
Além do próprio single a canção Natsu Matsuri faz presença também nos álbuns: Hatsu, Kiseki ~ The best of Whiteberry e GOLDEN☆BEST Whiteberry. Dentro das obras videográficas de Whiteberry, a canção Natsu Matsuri pode ser encontrada no DVD Videoberry 2, lançado em 20 de dezembro de 2000 e Videoberry Final, lançado em 23 de junho de 2004. A outra canção do single, Ganbare! Onna no Ko, também foi lançada na compilação Kiseki ~ The best of Whiteberry.
Natsu Matsuri foi escolhida pela produtota de jogos Konami para fazer parte do tracklist do 4º volume do game Karaoke Revolution J-Pop Vol. 4 que faz parte da série Karaoke Revolution. Também foi escolhida para mais uma tracklist dessa vez para o jogo Taiko no Tatsujin DS, que faz parte da série Taiko no Tatsujin, da produtoda de jogos Namco.
Em outras obras o single Natsu Matsuri foi incluído no álbum ([MAX JAPAN 7～best hits in japan 2000～] Erro: {{japonês}}: o texto tem marcação itálica (ajuda)), lançado pela Sony em 22 de novembro de 2000. também está presente na compilação ([めざましテレビ Presents Regain] Erro: {{japonês}}: o texto tem marcação itálica (ajuda)), pela gravadora Avex, lançado no Japão em 11 de julho de 2007. Natsu Matsuri também foi incluso no álbum Splash (スプラッシュ), ao qual possui 18 faixas com temáticas sobre o verão, lançado em 9 de julho de 2008. Em 18 de fevereiro de 2009, foi lançado a coletânea, ([J-ポッパー伝説2 [DJ和 in WHAT's IN? 20th MIX]] Erro: {{japonês}}: o texto tem marcação itálica (ajuda)), pela Sony Music no qual Natsu Matsuri foi gravada na faixa de número 28. Em 30 de junho de 2010, o selo GT Music lançou a  compilação, Summer Sunshine, na qual Natsu Matsuri foi usada na faixa número 17.

## Faixas
Natsu Matsuri (9 de agosto, 2000)
| Nº da Faixa | Música                                 |
| ----------- | -------------------------------------- |
| 1           | Natsu Matsuri (夏祭り)                 |
| 2           | Ganbare! Onna no Ko (がんばれ！女の子) |

## Certificação
| País/Associação | Certificação | Data |
| --------------- | ------------ | ---- |
| Japão - RIAJ    | 1× Ouro      | 2008 |
| Japão - RIAJ    | 1× Platina   | 2010 |